# Općina Velike Lašče
Općina Velike Lašče (slo.: Občina Velike Lašče) je općina u središnjoj Sloveniji u pokrajini Dolenjskoj i statističkoj regiji Središnja Slovenija. Središte općine je naselje Velike Lašče.

## Zemljopis
Općina Velike Lašče nalazi se u južnom dijelu države, položena južno od Ljubljane.  Reljef je u vidu krških polja. Na jugoistoku općine uzdiže se Suha planina.
U općini vlada umjereno kontinentalna klima. Mrežu vodotoka u općini čini nekoliko manjih ponornica.

## Naselja u općini
Adamovo, Bane, Bavdek, Borovec pri Karlovici, Boštetje, Brankovo, Brlog, Bukovec, Centa, Četež pri Turjaku, Dednik, Dolenje Kališče, Dolnje Retje, Dolščaki, Dvorska vas, Gorenje Kališče, Gornje Retje, Gradež, Gradišče, Grm, Hlebče, Hrustovo, Jakičevo, Javorje, Kaplanovo, Karlovica, Knej, Kot pri Veliki Slevici, Krkovo pri Karlovici, Krvava Peč, Kukmaka, Laporje, Laze, Logarji, Lužarji, Mački, Mala Slevica, Male Lašče, Mali Ločnik, Mali Osolnik, Marinčki, Medvedjek, Mohorje, Naredi, Opalkovo, Osredek, Pečki, Plosovo, Podhojni Hrib, Podkogelj, Podkraj, Podlog, Podsmreka pri Velikih Laščah, Podstrmec, Podulaka, Podžaga, Polzelo, Poznikovo, Prazniki, Prhajevo, Prilesje, Purkače, Pušče, Rašica, Rob, Rupe, Sekirišče, Selo pri Robu, Sloka Gora, Srnjak, Srobotnik pri Velikih Laščah, Stope, Strletje, Strmec, Ščurki, Škamevec, Škrlovica, Tomažini, Turjak, Ulaka, Uzmani, Velika Slevica, Velike Lašče, Veliki Ločnik, Veliki Osolnik, Vrh, Zgonče, Žaga

## Vanjske poveznice
- Službena stranica općine